# 図書館情報学用語の一覧
図書館情報学用語の一覧（としょかんじょうほうがくようごのいちらん）は図書館情報学で使用される用語の一覧である。
| 目次 | 目次 | 目次 | 目次 | 目次 | 目次 | 目次 | 目次 | 目次 | 目次 | 目次 |
| ---- | ---- | ---- | ---- | ---- | ---- | ---- | ---- | ---- | ---- | ---- |
| わ   | ら   | や   | ま   | は   |      | な   | た   | さ   | か   | あ   |
|      | り   |      | み   | ひ   |      | に   | ち   | し   | き   | い   |
| を   | る   | ゆ   | む   | ふ   |      | ぬ   | つ   | す   | く   | う   |
|      | れ   |      | め   | へ   |      | ね   | て   | せ   | け   | え   |
| ん   | ろ   | よ   | も   | ほ   |      | の   | と   | そ   | こ   | お   |

## A
AACR - ALA - ASLIB - AVブース

## B
BDS - BL - BNB - BSH - BSO

## C
Cコード - CC - CD-ROM出版 - Chemical Abstracts - CiNii - CODEN - CRL

## D
DAISY (デジタル録音図書) - DC - DDC - DOI

## E
EC - EYEマーク

## F
FID - FRBR - FRAD

## G
GeNii - Google ブックス - G-Search

## I
IAIMS - IBBY - ICCP - ICDL - IFLA - IFLAPAC - ILL - INBUDS - INFOSTA - Internet Archive - ISBD - ISBN - ISO - ISSN

## J
JAPAN-MARC - J-BISC - JCROSS - JLA - JLA図書館情報学テキストシリーズ - JOIS - JP番号 - JSLS - JST（JICST）

## K
KWIC - KWOC

## L
LC - LCC - LCSH - LEX/DB

## M
MAGAZINEPLUS - MARC - MARCXML - MEDLARS - MEDLINE

## N
NACSIS - NACSIS-CAT - NACSIS-ILL - NACSIS-IR - NACSIS-ELS - NATIS - NCR - NDC - NDL - NDLC - NDL-OPAC - NII - NOREN - NPAC - NUC - NYPL

## O
OCLC - OCR - OPAC - OSI

## P
PFI - PR誌 - PRECIS - ProQuest - PTA母親文庫 - PubMed

## R
RAK - RDA - RFID

## S
SC - SDI - SIBL - SIST - SLA - Sociological Abstracts

## T
TCP/IP - TRC

## U
URI - URL - UAP - UBC - UBCIM - UDC - UNISIST - UNIMARC

## W
WARP - Webcat - Webcat Plus - WIPO - WWW - W3C

## X
XML

## Z
Z39.50

## あ
アウトリーチ - 青空文庫 - アーカイブス（公文書館） - 赤木かん子 - 秋田喜代美 - 秋岡梧郎 - アーキビスト - 悪書追放運動 - アクセス権 - アクセスポイント - 朝の十分間読書運動 - 朝比奈大作 - 足利学校 - アスペクトコア - 遊び紙 - 後書き - 後付け - アートドキュメンテーション - 腔背本 - アバーチュアカード - アメリカ議会図書館（LC） - アメリカ図書館協会（ALA） - アメリカンセンター - 荒岡興太郎 - アルコーブ型配置 - アレクサンドリア図書館 - アンカット本 - 安全開架 - アントニオ・パニッツィ - 安藤友張

## い
医学件名標目表 - 医学図書館 - 伊香佐和子 - 石井敦 - 石井啓豊 - 委託販売 - 一行標題目録 - 一次資料 - 逸村裕 - 一夜貸し - 一括記入 - 一館分類法 - 逸文 - 一般細目 - 一般補助表 - 移動式配架 - 移動図書館 - 伊藤昭治 - 伊藤順 - 伊藤真理 - 糸賀雅児 - 異版（別版） - 異本 - 井上真琴 - 今沢慈海 - 異名同書 - 岩崎れい - 岩猿敏生 - インキュナブラ - 印刷カード - 印刷資料 - インデキシング - インパクトファクター - インバーテッド・ファイル - インフォメーションファイル - 引用 - 引用文献分析法

## う
上田修一 - 植松貞夫 - 浮出印 - 受入れ - 受入印（受入登録印） - 受入作業 - 受入順配架 - 受入登録 - 打抜綴 - 浦安市立図書館 - 売り込み本 - 芸艸会 - 芸亭

## え
影印本 - 英国全国書誌（BNB） - 英国図書館 - 英国図書館協会 - 英国図書館情報専門家協会 - 映像資料 - 英米目録規則（AACR） - エクステンションサービス - 閲覧 - 閲覧室 - 閲覧会 - 閲覧机 - 閲覧票 - 閲覧方式 - 閲覧目録 - 閲覧料 - エプロンシアター - 絵本 - 絵本架 - 絵本コーナー - 絵本週間 - 延滞 - 延滞料 - エンドユーザーサーチ

## お
王雲五 - 横断検索 - 大型図書 - 大串夏身 - 大阪府立国際児童文学館 - 大阪府立中之島図書館 - 大澤正雄 - 大島真理 - 大橋図書館 - 大原社会問題研究所 - 大庭一郎 - 大宅壮一文庫 - 岡田温 - 岡崎市立中央図書館事件 - 緒方良彦 - 岡野裕行 - 岡本真 - 小川徹 - 小川俊彦 - 奥付 - 小倉親雄 - 小黒浩司 - オーダープレート方式 - 小田光宏 - 小野寺夏生 - オーバーソーイング - おはなし会 - おはなし室 - 帯紙 - オプタコン - オープンエントリー - オープンファイル - おもちゃライブラリー - 親子読書運動 - 親子読書・地域文庫全国連絡会 - 折記号 - 折丁 - 折本 - 音楽資料 - 音楽図書館 - 音声資料 - オンディスク検索 - 音訳 - オンライン検索 - オンライン出版 - オンライン書店 - オンラインネットワーク - オンライン目録作業

## か
会員制図書館 - 開架（開架式図書館） - 開館時間 - 開館日 - 会議資料 - 買切り制度 - 会見記 - 外国語資料 - 外国雑誌センター館 - 回顧録 - 回数券方式 - 改正図書館令 - 解説目録 - 改装製本 - 海賊版 - 改題 - 解題 - 解題書誌 - 改訂版 - ガイドプレート方式 - 科学絵本 - 科学技術情報流通技術基準（SIST） - 科学技術振興機構（JST, JICST） - 化学構造検索 - 化学式索引 - 科学読物 - 科学読物研究会 - かがり綴じ - 学位論文 - 学芸員 - 隔月刊 - 隠し印 - 学習権 - 学習参考書 - 学習指導と学校図書館 - 学習図書館 - 学術雑誌 - 学術雑誌総合目録 - 学術情報 - 学術情報システム - 学術図書館 - 拡大写本 - 拡大読書器 - 学部学生用図書館 - 学問分類 - 貸出 - 貸出カード箱 - 貸出期間 - 貸出期限単純方式 - 貸出規則 - 貸出業務 - 貸出記録 - 貸出券 - 貸出コスト - 貸出サービス指数 - 貸出冊数 - 貸出統計 - 貸出図書館 - 貸出票 - 貸出表示カード - 貸出袋 - 貸出文庫 - 貸出方式 - 貸出密度 - 貸出申込書 - 貸出率 - 貸出利用者率 - 貸本屋 - 加除式資料 - 柏書房 - カセットブック - 画像資料 - 課題図書 - 硬背本 - 片面書架 - カタロギングインパブリケイション (CIP) - カタログ - 片山泰輔 - 学会誌 - 学科図書室 - 学級文庫 - 学区図書館 - 学校経営と学校図書館 - 学校司書 - 学校図書館 - 学校図書館基準 - 学校図書館憲章 - 学校図書館職員 - 学校図書館法 - 学校図書館メディアセンター - 学校図書館メディアスペシャリスト - 学校図書館メディアの構成 - 学校図書館問題研究会 - 合纂書 - 活字離れ - 合集 - カッター展開分類表 - 合綴書 - 家庭文庫 - 加藤宗厚 - 加藤嘉明 - カード式貸出法 - カード排列規則 - カードボックス - カード複製 - カード簿 - カード目録 - 金沢文庫 - 仮名排列 - ガブリエル・ノーデ - 壁付書架 - 可変長形式 - 紙芝居架 - 紙芝居袋 - 空参照 - 唐綴 - カレントアウェアネスサービス - 川崎良孝  - 川瀬一馬 - 簡易製本 - 簡易図書館 - 館外活動 - 館外奉仕 - 完結記入 - 巻号 - 刊行頻度 - 関西文庫協会 - 館種 - 監修者 - 巻子本 - 漢籍 - 館則 - 官庁刊行物 - 館長協議会 - 巻頭書名 - 館内奉仕 - 官報 - 館報 - 管理運営委託 - 簡略標題目録

## き
機械可読目録（MARC） - 議会図書館 - 規格 - 効き紙 - 企業資料室 - 稀覯書 - 記号法 - 記述書誌学 - 記述独立方式 - 記述ユニットカード方式 - 寄贈者印 - 寄贈図書 - キータイトル - 北克一 - 寄託図書 - 寄託目録 - 北嶋勝彦 - 記帳式貸出法 - 貴重図書 - 記念出版物 - 紀伊國屋書店 - 岸田和明 - 希望図書ファイル - 基本カード - 基本記入 - 基本件名標目表（BSH） - 基本図書 - 基本図書目録 - 基本目録 - 木本幸子 - 逆年代順排列 - 逆ブラウン方式 - キャレル - 休館日 - キューブック - キュレーター - 教育会図書館 - 教会図書館 - 教科書図書館 - 教科別分類 - 教職員資料 - 行政資料 - 行政文書 - 共同文庫 - 共同保存 - 共同目録作業 - 共同利用図書館 - 郷土資料 - 郷土資料室 - 業務委託 - 協力貸出 - 協力車 - 協力レファレンス - 記録管理 - キーワード - 禁帯出 - 金容媛

## く
クイックレファレンス - クイック索引（KWIC） - 区切り記号法 - 口絵 - 区分 - 区分索引 - 久保輝巳  - 組合立図書館 - 鞍型綴 - クリアリングサービス - 区立図書館 - クリッピング - グループ室 - グループパック - くるみ製本 - クレイタブレット - 黒澤節男 - クロノグラム - 郡立図書館

## け
形式記入 - 形式標目 - 形式細目 - 傾斜書架 - 形式区分 - 軽装版 - 形態別排架 - 刑務所図書館 - 計量書誌学 - ゲイロード方式 - 欠号 - 決定版 - 欠本 - 検閲 - 研究図書館 - 研究報告書 - 言語共通区分 - 検索式 - 検索戦略 - 原装本 - 限定版 - 現物選定 - 現物弁償 - 原報複写 - 献本 - 原本 - 件名 - 件名規定 - 件名記入 - 件名細目 - 件名作業 - 件名索引 - 件名参照 - 件名順排列 - 件名典拠カード - 件名標目 - 件名標目表 - 件名分出記入 - 件名分類(SC) - 件名目録

## こ
コア雑誌 - コイン式複写機 - 口演童話 - 梗概 - 公開書架 - 豪華版 - 公共図書館 - 公共図書館法案要綱 - 公衆送信権 - 校正 - 公正使用 - 高専図書館 - 公貸権 - 購入希望図書 - 購入図書回転率 - 公文書館 - 公文書館法 - 神戸市文書館 - 後方一致検索 - 公民館図書室 - 綱目表 - 公立図書館 - 公立図書館職員令 - 公立図書館の設置及び運営上の望ましい基準 - 古賀崇 - 国語区分 - 国際アンデルセン賞 - 国際子ども図書館 - 国際子ども電子図書館（ICDL） - 国際十進分類法（UDC） - 国際児童図書評議会（IBBY） - 国際情報ドキュメンテーション連盟（FID） - 国際逐次刊行物データシステム（ISDS） - 国際逐次刊行物番号（ISSN） - 国際図書館連盟（IFLA） - 国際図書年 - 国際標準化機構（ISO） - 国際標準書誌記述（ISBD） - 国際標準図書番号(ISBN) - 国際連合寄託図書館 - 国際連合教育科学文化機関（ユネスコ） - 国書刊行会 - 小口印 - 国文学研究資料館 - 国民図書群 - 国立学校図書館専門職員採用試験 - 国立公文書館 - 国立国会図書館（NDL） - 国立国会図書館関西館 - 国立国会図書館件名標目表 - 国立国会図書館支部上野図書館 - 国立国会図書館分類表（NDLC） - 国立国会図書館法 - 国立情報学研究所（NII, NACSIS） - 国立図書館 - 語順排列 - 古書 - 誤植 - 古書店 - 古書展 - 個人貸出 - 胡蝶装 - 固定式排架 - 固定書架 - コーディネート索引 - 古典 - こども室 - 子ども読書週間 - 子ども読書年 - 子どもの読書活動の推進に関する法律 - 子どもの図書館 - 小林真理 - コピーカタロギング - 古文書 - 固有名目録 - コールデコット賞 - コロン分類法（CC） - コンテンツシートサービス - 混配 - コンパクト書架 - 今まど子

## さ
西園寺文庫 - 再現率 - 再製本 - サイテーションインデックス - 斎藤泰則 - 再販売価格維持制度 - 細目表 - 再話 - 索引 - 索引作成 - 索引誌 - 索引深度 - 作品目録 - 挿絵 - 刷次 - 雑誌受入記録 - 雑誌架 - 雑誌カバー - 雑誌記事索引 - 冊子目録 - サーチャー - 佐野友三郎 - サービス指標 - サブタイトル - 差別図書 - サーモフォーム - さわる絵本 - 参考業務（レファレンスサービス） - 参考室（レファレンスルーム） - 参考質問記録票 - 参考質問書処理票 - 参考事務 - 参考図書 - 参考図書館 - 三康図書館 - 参考文献 - 三次資料 - 参照 (書誌学) - 三重記録式貸出法 - 酸性紙

## し
シェアードカタログ - 自衛隊図書室 - シェルフリスト - 汐崎順子 - 塩見昇 - 栞 - 四角号碼 - 歯学図書館 - 私家版 - 識字 - 軸物 - 事項索引 - 事後結合索引 - 四庫全書 - 字順排列 - 司書 - 司書課程 - 司書教諭 - 司書検定試験 - 司書講習 - 辞書台 - 辞書体目録 - 司書補 - 司書率 - 自然語 - シソーラス - 時代区分 - 視聴覚資料 - 視聴覚ライブラリーセンター - 実践女子大学図書館 - 市町村立図書館 - 十進分類法（DC） - 実用書 - 指定管理者制度 - 指定図書 - 指定配本 - 児童館図書室 - 自動車図書館 - 自動抄録 - 児童資料室 - 児童図書 - 児童図書館研究会 - 児童文学賞 - 品切重版未定 - 柴田正美 - 自費出版 - 支部図書館 - 四部分類 - 志保田務 - 紙魚 - 市民の図書館 - 事務用目録 - 写真式貸出法 - 写真資料 - 社内報 - 写本 - 上海図書館 - 週刊誌 - 自由式排架法 - 収集方針 - 重出 - 収集担当者 - 集団読書 - 集中管理 - 集中整理 - 集注版 - 袖珍本 - 重版 - 集密書架 - 主記入論争 - 縮刷版 - 樹村房 - 主題検索 - 主題細目 - 主題書誌 - 主題地図 - 主題分類法 - 主題別閲覧室 - 主題目録 - 出典指示法 - 出版形式 - 出版権 - 出版事項 - 出版社マーク - 出版地 - 出版統計 - 出版年鑑 - 出版文化賞 - 巡回文庫 - 循環索引 - 順列式索引 - 上位語 - 商業図書館 - 小項目主義 - 小冊子 - 情報 - 情報科学 - 情報科学技術協会（INFOSTA） - 情報学 - 情報管理 - 情報教育 - 情報検索 - 情報サービス - 情報センター - 情報メディアの活用 - 情報リテラシー - 抄訳 - 抄録 - 抄録誌 - 書架 - 書架案内 - 書架側板 - 書架配置 - 書架配置図 - 書架分類 - 書架見出版 - 書架目録 - 助記性 - 助記表 - 職業訓練校図書館 -- 書庫 - 書庫管理 - 所在記号 - 書誌 - 書誌階層 - 書誌解題 - 書誌学 - 書誌単位 - 書誌調整 - 書誌データ - 書誌的事項 - 書誌同定 - 書誌の書誌 - 書誌分類（書誌分類法） - 書籍館 - 書誌ユーティリティ - 書誌レコード - 書誌レベル - 除籍 - 除籍印 - 除籍基準 - 書籍コード - 所蔵目録 - 書評 - 書評誌 - 書名記入 - 書名基本記入 - 書名目録 - 書林 - 調べま専科 - シリーズ - 私立図書館 - 資料 - 資料案内 - 資料管理 - 資料交換 - 資料充足率 - 資料選択 - 資料相談 - 資料組織論 - 資料提供 - 資料統計 - 資料評価 - 資料保存 - 資料保存容器 - 知る権利 - 新刊案内 - 新刊展示架 - 宸翰本 - 新書 - 新着図書目録 - 新聞掛け - 新聞記事索引 - 新聞記事データベース - 人名索引

## す
推薦図書 - 菅原峻 - スコープノート - ストーリーテリング - 図版 - 墨字訳サービス - 刷 - スリップ式

## せ
静嘉堂文庫 - 請求記号 - 正誤表 - 青少年読書感想文コンクール - 青少年図書館 - 青年図書館聯盟 - 政府刊行物 - 政府刊行物サービスセンター - 製本記録 - 製本標題 - 整理委託 - 整理基準 - 整理業務 - 整理コスト - 世界書誌調整（UBC） - 世界知的所有権機関（WIPO） - 背固め - 席借り - 積層書架 - 責任表示 - 絶版 - 絶版請求権 - 背貼り - 全域サービス - 船員図書館 - 千賀正之 - 全国学校図書館協議会（SLA） - 全国公共図書館協議会（全公図） - 全国書誌 - 全国点字図書館ネットワーク - 潜在利用者 - 選集 - 全集 - 選書 - 選書ツール - 線装 - 選択抄録 - 選択書目 - 選択的情報提供（SDI） - 選定速報 - 選定図書 - 選定図書総目録 - 選定図書速報 - 全日本出版総目録 - 全日本図書館員組合 - 全文検索 - 全米収書目録計画（NPAC） - 全米総合目録（NUC） - 前方一致検索 - 専門資料論 - 専門書 - 専門図書館 - 専門図書館協議会 - 占領期資料

## そ
相関索引 - 総記 - 総合目録 - 相互参照 - 相互貸借（ILL） - 総索引 - 叢書 - 蔵書 - 蔵書印 - 蔵書回転率 - 蔵書管理 - 蔵書更新率 - 蔵書構成 - 蔵書点検 - 蔵書統計 - 蔵書票 - 蔵書評価 - 蔵書目録 - 装幀 - 増補版 - 造本 - 総目次 - 遡及検索 - ソーシャルライブラリー - 村立図書館

## た
第一線図書館 - 大英図書館（BL） - 大英博物館図書室 - 田井郁久雄 - 大学コンソーシアム京都 - 大学出版部 - 大学図書館 - 大学図書館基準 - 大学図書館問題研究会（大図研） - 大活字本 - 代行検索 - 大項目主義 - 第三者抄録 - ダイジェスト版 - 帯出 - 対照事項 - 題箋 - 大統領図書館 - タイトル - 第二線図書館 - 代本版 - 対面朗読 - 貸与権 - タウン誌 - 高山正也 - 高宮利行 - 高鷲忠美 - 多巻物 - 竹内比呂也 - 竹内紀吉 - 武田英治 - 竹林熊彦 - 多言語辞書 - 多次元分類法 - 畳物 - 多段階記述様式 - 田中稲城 - 棚見出し - 谷本達哉 - ダブリンコア - 多摩アカデミックコンソーシアム - ダミーケース方式 - 多面書架 - 単館主義 - 単行本 - 単式書架 - 団体貸出 - 団体出版物 - 団体登録 - 団体名標目

## ち
地域外利用者 - 地域館 - 地域書誌 - 地域資料 - 地域図書館 - 地域文庫 - 知恵の館 - チェーンドライブラリー - 地下出版 - 竹簡 - 逐次刊行物 - 逐次刊行物受入目録 - 知識絵本 - 知識資源 - 地図ケース - 帙 - 知的財産 - 知的自由委員会 - 千葉方式 - 地方行政資料 - 地方出版物 - 地方・小出版センター - 地方図書館協会 - 地方版 - 中央図書館 - 注記 - 中項目主義 - 中国国家図書館 - 注釈書 - 抽出索引法 - 中部図書館学会 - 中部図書館情報学会 - 中小都市における公共図書館の運営（中小レポート） - 中心館 - 町営書店 - 聴覚障害者用小包郵便制度 - 調査図書館 - 町村立図書館 - 重複調査 - 帳簿式貸出方式 - 直接参照（を見よ参照） - 著作権 - 著作権クリアランスセンター（CCC） - 著作権集中処理機構 - 著作権条約 - 著作権等管理事業法 - 著作権登録納本 - 著作権法 - 著作権補償処理 - 著作目録 - 著者記号 - 著者索引 - 著者抄録 - 著者書名目録 - 著者目録 - ちらし - 地理区分

## つ
追録 - 通俗図書館 - 通俗図書館審査規程 - 通年開館 - 継ぎ表紙 - 続き物 - 津田良成

## て
定期刊行物 - 帝国図書館 - ディスクリプタ - 底本 - 停本所 - 適合率 - 適書 - テクニカルレポート - デジタルオブジェクト識別子 （DOI）- デジタルレファレンス - データベース検索技術者認定試験 - デッキカタログ - 綴葉装 - 粘葉装 - デートスリップ - テープ雑誌 - テープ図書 - デポジットライブラリー - テーマ集書 - テーマ配架法 - デューイ十進分類法（DDC）- 展開分類表（EC） - 伝記 - 典拠コントロール - 典拠ファイル - 点字 - 電子ジャーナル - 電子出版 - 電子書店（オンライン書店） - 電子資料 - 点字図書 - 点字図書価格差補償制度 - 点字図書館 - 電子図書館 - 点字録音図書目録規則 - 転置書名 - 転置標目 - 電動式移動書架 - てんやく広場 - 天理大学附属天理図書館

## と
統一書名（統一標題） - 統一標目 - 東京子ども図書館 - 東京書籍館 - 東京都公立図書館長評議会 - 東京都立中央図書館 - 東京都立日比谷図書館（現、千代田区立日比谷図書文化館） - 東京府書籍館 - 統計資料 - 統合型学術情報管理システム（IAIMS） - 統制語  - 登録者分布図 - 登録番号順排列 - 登録率 - 童話 - ドキュメンタリスト - ドキュメンテーション - ドキュメントデリバリーサービス - トーキングブック - 徳島方式 - 読書案内 - 読書運動 - 読書会 - 読書活動 - 読書感想画 - 読書感想文 - 読書環境 - 読書技術 - 読書記録 - 読書施設 - 読書指導 - 読書週間 - 読書推進運動協議会 - 読書相談 - 読書調査 - 読書と豊かな人間性 - 読書普及 - 読書郵便 - 読書世論調査 - 読書療法 - 特別コレクション - トークン式貸出法 - 常世田良 - 図書 - 図書委員 - 図書委員会 - 図書以外の資料 - 図書学 - 図書館 - 図書館案内 - 図書館委員会 - 図書館員 - 図書館員のメモ同好会 - 図書館員の倫理綱領 - 図書館運営 - 図書館運動 - 図書館界 - 図書館家具 - 図書館学 - 図書館学校 - 図書館間貸し出し（ILL） - 図書館管理 - 図書館管理法 - 図書館管理法大綱 - 図書館規則 - 図書館記念日 - 図書館教育 - 図書館協会 - 図書館協議会 - 図書館行政 - 図書館計画 - 図書館憲章 - 図書館建築 - 図書館学の五法則（図書館学5原則） - 図書館ごよみ（図書館カレンダー） - 図書館コンソーシアム - 図書館サービス - 図書館財政 - 図書館雑誌 - 図書館史 - 図書館事業基本法 - 図書館資源 - 図書館システム - 図書館施設 - 図書館実習 - 図書館週間 - 図書館小識 - 図書館情報学 - 図書館情報大学 - 図書館条例 - 図書館職員 - 図書館職員養成所（図書館講習所, 図書館短期大学） - 図書館資料 - 図書館資料論 - 図書館税 - 図書館政策 - 図書館製本 - 図書館設置率 - 図書館設備 - 図書館組織 - 図書館地域計画 - 図書館長 - 図書館調査 - 図書館哲学 - 図書館統計 - 図書館友の会 - 図書館の自由に関する宣言 - 図書館の図書館 -「図書館」の略字 - - 図書館白書 - 図書館ハンドブック - 図書館評価 - 図書館法 - 図書館奉仕 - 図書館奉仕論 - 図書館補助学 - 図書館マーク - 図書館問題研究会（図問研） - 図書館用品 - 図書館要覧 - 図書館流通センター（TRC） - 図書館令 - 図書記号 - 図書憲章 - 図書原簿 - 図書交換 - 図書購入費 - 図書コード - 図書選択委員会 - 図書選択者 - 図書選択理論 - 図書選定 - 図書目録 - 戸田光昭 - 特許資料 - 都道府県立図書館 - トランザクション式貸出法 - 取次 - トレーシング - 呑海沙織

## な
内容細目 - 内容注記 - 中井浩 - 長尾真 -　中川幾郎 -　長倉美恵子 - 長澤規矩也 - 長澤雅男 - 中田邦造 - 永田治樹 - 中多泰子 - 中扉 - 中村初雄 - 浪江虔 - 成田山仏教図書館 - ナレッジマネジメント

## に
二次資料 - 西日本図書館学会 - 二次排列 - 日外アソシエーツ - 日本医学図書館協会 - 日本親子読書センター - 日本近代文学館 - 日本十進分類法（NDC） - 日本全国書誌（JAPAN-MARC） - 日本図書館協会（JLA） - 日本図書館協会建築賞 - 日本図書館情報学会（JSLS） - 日本の図書館 - 日本排列規則 - 日本複写権センター - 日本文庫協会 - 日本目録規則（NCR） - ニューアーク方式 - 入館者統計 - 入館制限 - 入館票 - 入庫証 - ニューベリー賞 - ニューヨーク公共図書館（NYPL）

## ぬ
抜刷り

## ね
根本彰 - 年鑑 - 年代記号法

## の
ノイズ - 農村図書館 - 農村モデル図書館 - 納本制度 - 納本図書館 - 野末俊比古 - 乗杉嘉壽

## は
灰色文献（グレイリテラチャー） - 排架（配架） - 排架分類 - 廃刊 - ハイブリッドライブラリー - 配本車 - 配本所 - 排列規則 - パイロット電子図書館プロジェクト - 白書 - 曝書 - 博物館資料 - 箱型書架 - バーコード式貸出法 - パスファインダー - パターン配本 - バーチカルファイリングシステム - バーチャルライブラリー - 発禁図書 - バックナンバー - 発注伝票 - 馬場俊明 - パピルス - バベルの図書館 - 払出し - 原田智子 - パリ原則 - 版（版次） - 判型 - 番号索引 - 万国著作権条約（ユネスコ条約） - 販売書誌 - 販売目録 - パンフレット - 版元 - 凡例

## ひ
非合法出版 - ビジブルインデックス - 美術館図書室 - ピジョンホール - ビスコー年代記号表 - 必読図書 - 筆名 - ビデオチャージング法 - 非図書資料 - 一坪図書館 - ピナケス - ピノキオ問題 - ビブリオマニア - 病院患者図書館 - 表記法 - 標準カード - 標準分類法 - 標題 - 標題紙 - 標目 - 標目指示 - 標目選定表 - 標目排列 - 標目未記載ユニットカード方式 - 開きぐせ - 平井尊士 - 平久江祐司 - 平積み - 便覧

## ふ
ファイル資料 - ファクトデータベース - ファジー検索 - ファセット分類法 - ファーミントンプラン - フィラデルフィア図書館会社 - フィルムライブラリー - フォトチャージング方式 - ふきのとう文庫 - 普及版 - 部局図書館 - 複式書架（両面書架） - 副出記入 - 副書名 - 副標題紙 - 副標目 - 複本 - 藤田節子 - 藤野幸雄 -  藤原是明 - 復刊 - 仏教図書館協会東地区相互利用 - ブックエンド（本立て） - ブックカード - ブックサポート - ブックスタート - ブックディテクションシステム - ブックトーク - ブックトラック - ブックトレー - ブックフェア - ブックポケット - ブックポスト - ブックモビル - 復刻版 - ブッコ抜き - 船橋市西図書館蔵書破棄事件 - 部分一致 - ブラウジング - ブラウジングルーム - ブラウン方式 - ブラッドフォードの法則 - ブランケットオーダー - プランゲ文庫 - フランス装 - フリーターム - プレプリント - ブール演算子 - プロジェクト・グーテンベルク - プロジェクト杉田玄白 - ブロック式排列 - 文学形式区分 - 文学散歩 - 分割目録 - 分館 - 文献 - 文献宇宙 - 文献情報サービス - 文献探索 - 文献調査 - 文庫 - 文庫活動 - 分冊 - 分出記入 - 焚書 - 文書館 - 分析合成型分類法 - 分析書誌学 - 分担収集 - 分担保存 - 分類 - 分類記号 - 分類規程 - 分類区分表 - 分類作業 - 分類索引 - 分類重出 - 分類体系 - 分類配架 - 分類番号 - 分類表 - 分類法 - 分類目録

## へ
閉架（閉架式図書館） - 並列書名 - ベストセラー - 別冊 - 別置 - ペーパーバックス - ベーラム（犢皮紙） - ベルヌ条約 - 変形ブラウン方式 - 編纂 - 編者 - 返本

## ほ
補遺 -蓬左文庫 -  亡失除籍 - 法人図書館 - 冒頭句索引 - 法律図書館 - 補助記入 - 補助表 - ボストン公共図書館 - 保存期間 - 保存機能 - 保存書庫 - 保存図書館 - 堀川照代 - 堀込静香 - 翻案 - 翻字 - 本製本 - 翻訳サービス

## ま
マイクロ資料 - マイクロフィルム - 前書（前書年記） - 前川和子 - 前川恒雄 - 前島重方 - 前付 - マクロシソーラス - 松井純子 - 松岡要 - 松本功 (編集者) - 間宮不二雄 - 豆本 - マルシー記号 - 丸善 - 丸山信

## み
三浦逸雄 - 見えざる大学 - 見返し - 未完本 - ミシン綴じ - 見出しカード - 三田図書館・情報学会 - 緑川信之 - 薬袋秀樹 -　南学 - ミニコミ - 見計らい - 見開き - 未利用者層 - 宮沢厚雄 - 三輪眞木子 - みんなの図書館

## む
無線綴 - 無著者名古典 - ムック - 無料公開

## め
メタデータ - メディア - メディアセンター - メルヴィル・デューイ - 面展示架

## も
盲人図書館 - 毛利和宏 - 目次 - 目次速報誌 - 目録 - 目録カード - 目録規則 - 目録原則国際会議（パリ会議, ICCP） - 目録コード - 目録作業 - 目録政策 - 目録編成 - 目録法 - 文字コード - 文字情報サービス - 文字情報センター - 木簡 - モデル図書館 - モノグラフシリーズ - 森清 (図書館学) - 森耕一 - 森崎震二 - 諸製本

## や
夜間開館 - 薬学図書館 - 薬師院はるみ - 柳与志夫 - 山口源治郎 - 山口県文書館 - 山口県立山口図書館図書隠匿事件 -  大和綴 - 山手線沿線私立大学図書館コンソーシアム - 山本昭和 - 山本順一 - ヤングアダルトサービス

## ゆ
湯浅俊彦 -　湯浅吉郎 - 由緒本 - 有害図書規制 - 郵送貸出 - 郵送複写サービス - 有料貸出用図書 - ユニターム索引 - ユネスコ - ユネスコクーポン

## よ
用語索引 - 用語集 - 洋書 - 洋書目録 - 洋書目録法 - 洋装本 - 幼稚園図書室 -洋綴じ - 羊皮紙 - 要目表 - 要約版 - 横浜市中央図書館 - 横目 - 吉田政幸 - 四つ目綴じ - 読み聞かせ - 予約貸出率 - 予約制度 - 予約図書 - 予約密度

## ら
来館者密度 - 落丁 - 螺旋綴 - 欄外標題 - ランガナータン - 乱丁

## り
リカレント教育 -リクエスト- 理工学図書館 - リテラシー - リブタイトル - リプリント - リーフレット - 略字（「図書館」の略字） - 利用案内 - 利用規則 - 利用指数 - 利用指導 - 利用者教育 - 利用者懇談会 - 良書 - 利用調査 - 利用統計 - 両面書架

## る
類縁機関 - 累積書目 - 類目表 - ルーズリーフ目録

## れ
レコード分類表 - レコードライブラリー - レーズライター - 列挙型分類法 - 列車図書館 - レファレンス（リファレンス） - レファレンスインタビュー - レファレンスカウンター - レファレンス記録 - レファレンスコレクション - レファレンスサービス - レファレンスツール - レファレンスルーム - レフェラルサービス - 連結参照 - 連合目録

## ろ
朗読サービス - 録音サービス - 録音資料 - 録音図書 - ロケーションマーク - ロータリーファイル - ロトカの法則 - ローマ字闘争 - ロールインディケーター - ロングセラー

## わ
和田万吉 - 猥褻文書 - 分かち書き - 和漢書 - 和書 - 和装本 - 渡辺重夫 - 和綴じ

## を
を見よ参照（直接参照） - をも見よ参照（連結参照）